# Klenčí pod Čerchovem
Klenčí pod Čerchovem är en köping i Tjeckien.   Den ligger i distriktet Okres Domažlice och regionen Plzeň, i den västra delen av landet, 140 km sydväst om huvudstaden Prag. Klenčí pod Čerchovem ligger 505 meter över havet och antalet invånare är 1 270.
Terrängen runt Klenčí pod Čerchovem är kuperad åt sydväst, men åt nordost är den platt. Runt Klenčí pod Čerchovem är det ganska glesbefolkat, med 24 invånare per kvadratkilometer. Närmaste större samhälle är Domažlice, 8,3 km öster om Klenčí pod Čerchovem. I omgivningarna runt Klenčí pod Čerchovem växer i huvudsak blandskog.